# Kramerstraße 9 (Quedlinburg)

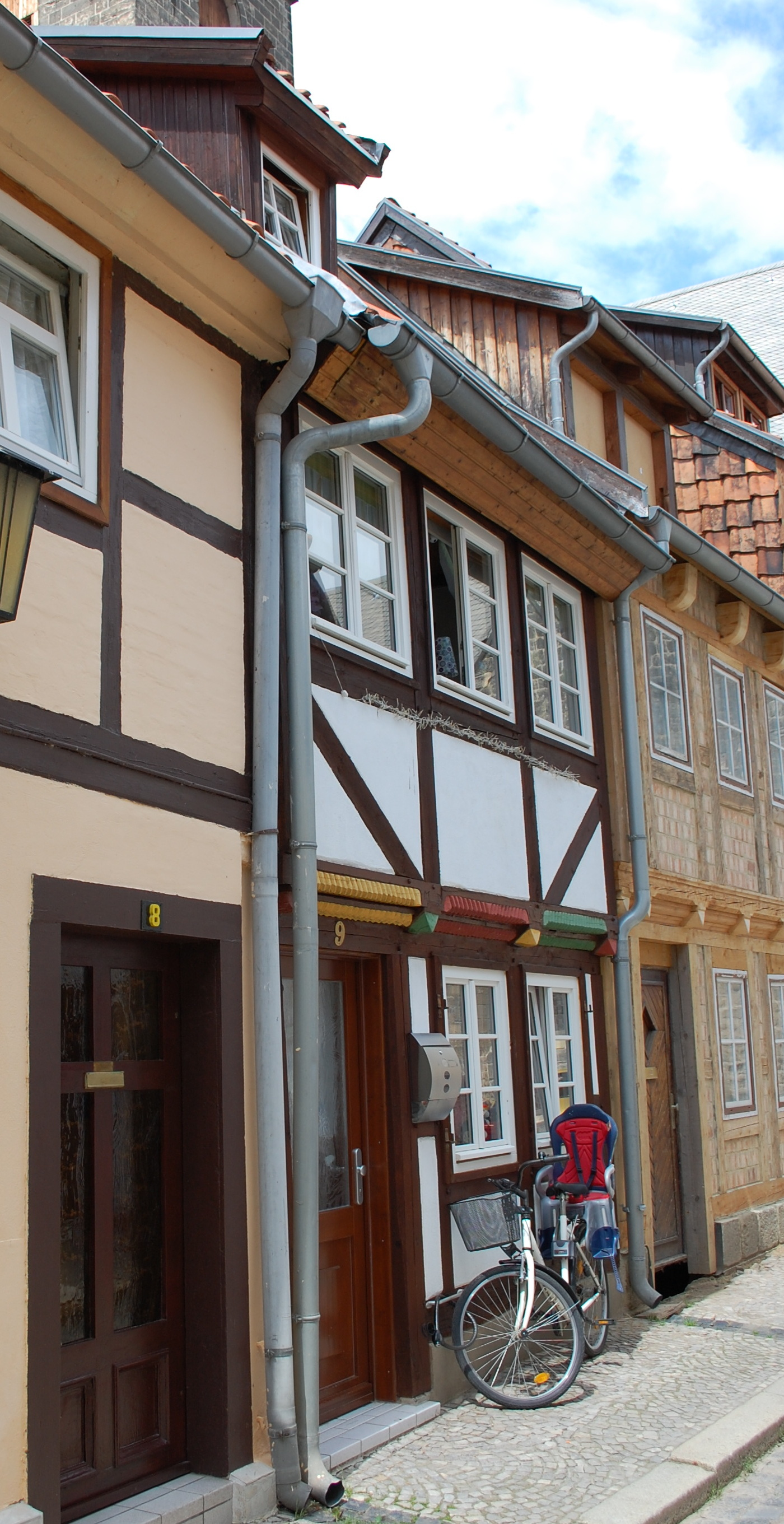
Kramerstraße 9

Das Haus Kramerstraße 9 ist ein denkmalgeschütztes Gebäude in Quedlinburg in Sachsen-Anhalt.

## Lage
Das im Quedlinburger Denkmalverzeichnis eingetragene Haus befindet sich im nördlichen Teil der Quedlinburger Altstadt auf der Westseite der Kramerstraße. Es gehört zum UNESCO-Weltkulturerbe. An der Nordseite grenzt das gleichfalls denkmalgeschützte Haus Kramerstraße 10 an.

## Architektur und Geschichte
Das Wohnhaus wurde im Zeitraum um 1660 in Fachwerkbauweise errichtet. Die frühbarocke Fachwerkfassade weist Füllhölzer und an der Stockschwelle Taustab auf. Darüber hinaus besteht die Signatur MB und die Meistersignatur CB.
Später wurde das Erdgeschoss im Stil des Klassizismus umgestaltet. So wurden Fensterläden und profilierte Rahmen eingefügt. Heute bestehen keine Fensterläden mehr.